# Yaroslav Korolev
Pour les articles homonymes, voir Korolev.
Yaroslav Igorevich Korolev (russe : Ярослав Игоревич Королев; né le 7 mai 1987 à Moscou, en URSS) est un joueur de basket-ball russe qui joue au poste d'ailier.

## Biographie
Yaroslav Korolev commence sa carrière professionnelle avec l'Avtodor Saratov. Il rejoint le CSKA Moscou pour la saison 2004-2005. Il est sélectionné au 12e rang de la draft 2005 par les Los Angeles Clippers, avec qui il évoluera deux saisons. Il est écarté de l'équipe en 2007, et rejoint en décembre 2007 le MBK Dynamo Moscou.
En novembre 2009, Korolev est sélectionné au 4e rang de la draft de la NBA Development League par les Albuquerque Thunderbirds. Il est transféré aux Reno Bighorns el 19 janvier 2010.